# NGC 6660
NGC 6660 (NGC 6661) é uma galáxia espiral (S0-a) localizada na direcção da constelação de Hercules. Possui uma declinação de +22° 54' 33" e uma ascensão recta de 18 horas, 34 minutos e 36,7 segundos.
A galáxia NGC 6660 foi descoberta em 6 de Junho de 1864 por Albert Marth.